# Radioterapia intraoperatoria
La radioterapia intraoperatoria, più nota con la sigla IORT (Intra-Operative RadioTherapy), consiste nella metodica terapeutica che associa la radioterapia all'intervento chirurgico, somministrando una dose di radioterapia o direttamente sul tumore (per eliminarne il tessuto visualizzato ma non aggredibile chirurgicamente), oppure, a tessuto neoplastico asportato, direttamente sul letto tumorale (per eliminarne il rischio di infiltrazione microscopica).
Uno dei vantaggi di questa tecnica è di poter erogare le radiazioni direttamente sul bersaglio risparmiando le strutture sane adiacenti e/o quelle sottostanti. In caso di necessità, è anche possibile, talora, spostare temporaneamente gli organi critici circostanti e schermare quelli sottostanti durante la somministrazione della radioterapia.
Questa tecnica, a differenza della radioterapia esterna che impiega prevalentemente raggi X, prevede l'utilizzo di fasci di elettroni di elevata energia (fino a 12 MeV). Si utilizzano elettroni perché questo tipo di radiazione ha un basso potere penetrante e, con l'irraggiamento a ferita aperta, la zona da trattare è di pochi centimetri a partire dalla superficie.

## Utilizzo delle radiazioni ionizzanti nella radioterapia intraoperatoria
Nella maggior parte dei casi la tecnica prevede la somministrazione della dose di radioterapia attraverso l'utilizzo di elettroni mediante acceleratori lineari (LINAC) tradizionali fissi o, più recentemente, mobili e miniaturizzati, oppure mediante brachiterapia o anche mediante ortovoltaggio con sorgenti di raggi X da 200-500 kV (per lo più nel passato) o, ultimamente, con sorgenti di raggi X da 50 kV.

## Radioterapia intraoperatoria: acronimi
Le abbreviazioni e gli acronimi impiegati per la definizione della radioterapia intraoperatoria e le sue tecniche sono stati e sono molteplici:
- in spagnolo veniva impiegata la sigla RIO (Radioterapia IntraOperatoria),
- in italiano la sigla RTIO (RadioTerapia IntraOperatoria) come pure la sigla RTIOE (per la RadioTerapia IntraOperatoria con Elettroni),
- in francese la sigla RPO (Radiothérapie PerOpératoire),
- in inglese le sigle IORT e IOR (IntraOperative Radiotherapy);
- in tedesco era utilizzata anche la sigla inglese IORT per la Intraoperative Strahlentherapie.

Altre sigle impiegate sono state:
- IOEBRT (intraoperative electron–beam radiation therapy),
- EBIORT (electron-beam radiation therapy),
- IOEBT (intraoperative electron–beam therapy)
- IOBT (intraoperative brachytherapy).

Tuttavia le definizioni e relativi acronimi risultati più significativi, sono quelli anglosassoni:
- IntraOperative (IO) Radiation-therapy (IO-R);
- IntraOperative RadioTherapy (IO-RT, IORT);
- con le abbreviazioni IO-Beam-RadioTherapy (IO-B-RT) oppure IO-Teletherapy si indicano sia la IO Orthovoltage (X-rays) RT che la IntraOperative Electron RadioTherapy (IOERT).

## Storia
La radioterapia intraoperatoria è una tecnica che dopo una comunicazione di radioterapisti spagnoli, fu descritta in una pubblicazione di lingua anglosassone dal professor Beck nel 1909. Parafrasando un vecchio adagio, illustrò gustosamente il principio su cui si basava la IORT: «... As the mountain does not come to Mohammed, Mohammed must go to the mountain. In other words, if the tubal light does not reach the deep-seated structures, structures must be brought to the tube...» Il principio è ancora lo stesso, anche se è il sistema radioterapico che è portato al tumore e non viceversa.
L'era moderna del IORT iniziò poi in Giappone presso l'Università di Kyoto nel 1965 col prof. Abe. Dopo le pubblicazioni di Abe in lingua inglese, iniziò l'utilizzo della IORT 'moderna' al di fuori del Giappone a partire dagli Stati Uniti d'America, e quindi in Europa.
In Italia fu introdotta la radioterapia intraoperatoria (con elettroni o IOERT) nel 1985 e da allora la IORT in Italia è stata sempre più utilizzata e continua tuttora ad evolversi nel suo impiego. Dopo i primi congressi internazionali sulla IORT., nel 1988 fu fondata la International Society of IORT (ISIORT) un cui recente Meeting è quello del 2012.

## IORT: controllo locale versus complicazioni
Il rapporto tra aumento del controllo locale dei tumori grazie alla IORT rispetto alle complicazioni immediate, precoci e tardive da IORT è favorevole, in relazione alle numerose situazioni cliniche in cui essa trova indicazione (fra cui i tumori delle parti molli, tumore del pancreas, del retto, della mammella, epatobiliari, dello stomaco, dell'osso, tumori cerebrali, neuroblastomi, alcuni tumori ginecologici ed urogenitali). Da ricordare come attualmente siano in corso molti studi nei tumori della mammella circa la PBI o Partial Breast Irradiation ovvero APBI Accelerated Partial Breast Irradiation tramite IORT in singola dose, con le diverse modalità ELIOT e TARGIT come sopra segnalate. Da menzionare anche il metodo di inserimento in fase operatoria di peculiare applicatore, con apposito catetere per eseguire brachiterapia APBI (solitamente di 5 giorni).

## Obiettivi clinici
Un obiettivo della IORT consiste nel miglioramento dell'indice terapeutico della radioterapia nel controllo locale di tumori profondi situati in cavità corporee o tessuti sottocutanei, erogando la minima dose possibile ai tessuti sani e la maggior dose al tumore, con aumento della qualità di vita percepita.

### Scenari nei quali può essere indicato impiegare la IORT
- Tumore a basso potenziale metastatico (o con potenziale metastatico controllabile da trattamenti sistemici), ma con rischio di ricaduta loco regionale.
- Tumore che si sviluppa vicino a tessuti sani molto radiosensibili che impediscono di erogare alte dosi specie con radioterapia transcutanea.
- Tumore scarsamente radioresponsivo a trattamenti frazionati convenzionali ma sufficientemente radioresponsivo a trattamento in unica dose (calcolata mediante modelli matematici).

### Indicazioni terapeutiche
- Scopo radicale.
- Scopi palliativi/antalgici.

In presenza di rischio di ricaduta loco regionale potenzialmente ben controllabile con la IORT, l'obiettivo di aumentare l'indice terapeutico loco regionale, (massima probabilità di eradicazione del tessuto tumorale con minima probabilità di danni ai tessuti normali), è raggiungibile tramite:
- la visualizzazione diretta dell'area da irradiare con accurata e precisa identificazione del volume bersaglio;
- l'esclusione totale o parziale, rimozione o protezione, tramite mobilizzazione e/o schermatura dei tessuti circostanti sani radiosensibili ed eventualmente dose-limitanti;
- l'eventuale schermatura di tessuti sani sottostanti;
- l'ulteriore possibilità di risparmiare i tessuti sani sottostanti il bersaglio con l'utilizzo degli elettroni accelerati (IOERT):
- la possibilità di scegliere l'energia che permette una irradiazione ottimale del bersaglio (IOERT).

### Associazioni con la chirurgia ed altri trattamenti
- Nello spazio:
  - sullo stesso obiettivo
  - su diversi obiettivi locoregionali
- Nel tempo (oltre alla associazione chirurgia + sola IORT):
  - chirurgia (+ IORT) → trattamento postoperatorio
  - trattamento preoperatorio → chirurgia (+ IORT)
  - trattamento preoperatorio → chirurgia (+ IORT) → trattamento postoperatorio

### IORT: radiobiologia e implicazioni circa le applicazioni cliniche
- La IORT (scopo radicale) viene effettuata al momento della chirurgia quando eventuali micro residui tumorali sono più vulnerabili all'azione delle radiazioni, contrastandoli anche nel riprendere la crescita in modo indisturbato come può avvenire dopo un intervento di chirurgia con exeresi macroscopicamente totale, ma con possibile residuo minimale o microscopico o con fattori indicativi di rischio di ricaduta locale o loco regionale.
- Nelle situazioni ideali per la IORT e comunque quando indicata, l'utilizzo della chirurgia + IORT diminuisce la possibilità di ricaduta locale e/o loco-regionale rispetto alla chirurgia sola, (guadagno terapeutico, grazie alla IORT, nel controllo locale e/o loco-regionale), senza aumento significativo delle complicanze e non avendo precluso né precludendo altri trattamenti.
- Con un controllo locale e/o loco regionale aumentato vi è una diminuzione di localizzazioni secondarie a distanza.
- La IOERT, in relazione agli scopi, è integrativa (boost) o sostitutiva alla radioterapia esterna e le dosi più frequentemente utilizzate (min → max) sono: 7,5-8-10-15-16-20-21-25-25,5 Gy. L'effetto biologico ‘equivalente’ delle dosi prima specificate, ed erogate in unica seduta IOERT, risulta essere 1,5-2-2,5-3 volte superiore alla stessa dose nominale di radioterapia transcutanea somministrata con frazionamento convenzionale, e ciò in relazione al tipo di tessuti/neoplasie irradiato.
- La tossicità della IOERT più frequentemente descritta dopo il postoperatorio ed entro 6 mesi dalla IOERT per i volumi usualmente utilizzati è a carico particolarmente dei nervi periferici, per dosi eccedenti i 20-25 Gy, nella IOERT impiegata nel trattamento di tumori pelvici o retro peritoneali.[29]
- La IORT, in relazione al ‘profilo radiobiologico’ del tumore da trattare, può porsi come obiettivo quello di aumentare l'efficacia dell'associazione fra radioterapia e chirurgia mediante il potenziamento dell'associazione stessa, permettendo di raggiungere livelli di dose non possibili con la sola irradiazione esterna.
- La radioterapia intraoperatoria, in dose unica in unica seduta e a scopo di radicalità, può o potrebbe essere anche alternativa a trattamenti radianti di maggior durata. Questo, compatibilmente al ‘profilo radiobiologico’ del tumore da trattare e dei tessuti sani viciniori al tumore stesso e in base alla storia naturale della malattia con l'osservazione delle ricadute rispetto ai trattamenti ed alle sempre nuove informazioni della medicina predittiva e personalizzata. Questo comunque solo in seguito a studi clinici scientificamente condotti che abbiano dimostrato quantomeno la medesima efficacia in termini di controllo tumorale loco regionale senza complicazioni, di guarigione, di sopravvivenza e qualità di vita ivi compresa la cosmesi. Si avrebbe, in questa situazione esemplare, anche una riduzione del “discomfort” della/del paziente causato dalla logistica del centro ospedaliero e dal numero di accessi per la radioterapia. Tutto ciò grazie a ‘una filosofia della medicina’ capace di far interloquire studi sperimentali e studi clinici controllati con una analisi dei costi/benefici rispetto alle persone e poi alle attrezzature, all'organizzazione sanitaria ed alla società.

### Tecniche di esecuzione della IOERT
- Sala operatoria - bunker con LINAC fisso
- Sala operatoria adiacente a bunker con LINAC fisso
- Differenti metodiche della tecnica del trasporto da sala operatoria a bunker e viceversa (sala operatoria non adiacente a bunker con LINAC fisso)
- LINAC mobili IORT dedicati (con relativi studi di radioprotezione).[30]